# Il n'était pas sur les listes
Pour plus de détails, voir Fiche technique et Distribution.
Il n'était pas sur les listes (russe : В списках не значился, V spiskakh ne znatchilsia) est un film de guerre russe réalisé par Sergueï Korotaïev et sorti en 2025.
Il s'agit d'une adaptation du roman éponyme de Boris Vassiliev paru en 1974.

## Synopsis
21 juin 1941. Le lieutenant Nikolai Pluzhnikov se rend à Brest pour effectuer son service militaire. Avant d'arriver, il s'arrête avec ses compagnons d'armes dans un restaurant, où il rencontre un musicien qui l'aide à se rendre sur le lieu du service. La nièce du musicien, Mirra, qui travaille comme cuisinière, les accompagne également.
22 juin 1941. La Grande Guerre patriotique commence. Nikolaï, non enrôlé, participe à la défense de la forteresse de Brest, malgré la perte de plusieurs de ses camarades.

## Fiche technique
- Titre français : Il n'était pas sur les listes[2]
- Titre original russe : В списках не значился, V spiskakh ne znatchilsia[3]
- Réalisation : Sergueï Korotaïev
- Scénario : Oleg Antonov, d'après le roman éponyme de Boris Vassiliev paru en 1974.
- Photographie : Igor Griniakine (ru)
- Musique : Nikolaï Rostov
- Décirs : Edouard Galkine
- Production : Vladimir Machkov
- Sociétés de production : 1-2-3 Production
- Pays de production :  Russie
- Langues originales : russe
- Format : Couleurs
- Genre : film de guerre
- Durée : 120 minutes
- Dates de sortie :
  - Russie : 17 avril 2025 (Festival international du film de Moscou) ; 1er mai 2025 (sortie nationale)

## Distribution
- Vladislav Miller (ru) : Nikolaï Ploujnikov
- Vladimir Machkov : Stepan Matveïevitch
- Aliona Morilova : Mirra
- Pavel Tchernychiov : Salnikov
- Iana Sekste (ru) : tante Khristia